# Domenico Tojetti

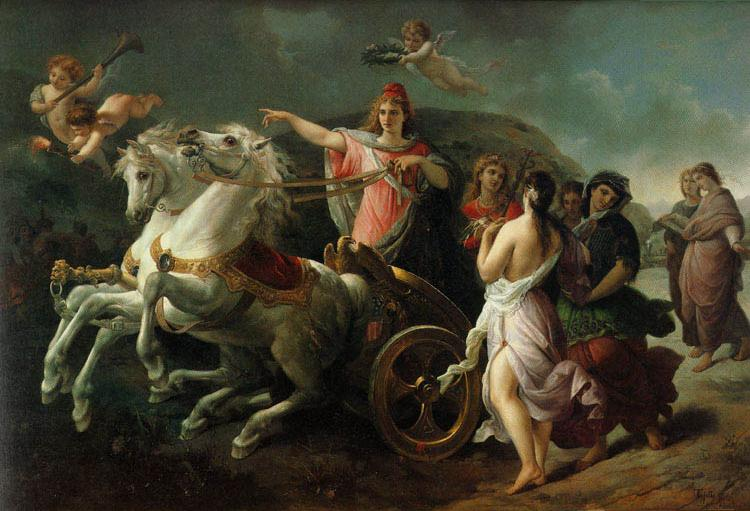
Les progrès de l'Amérique.

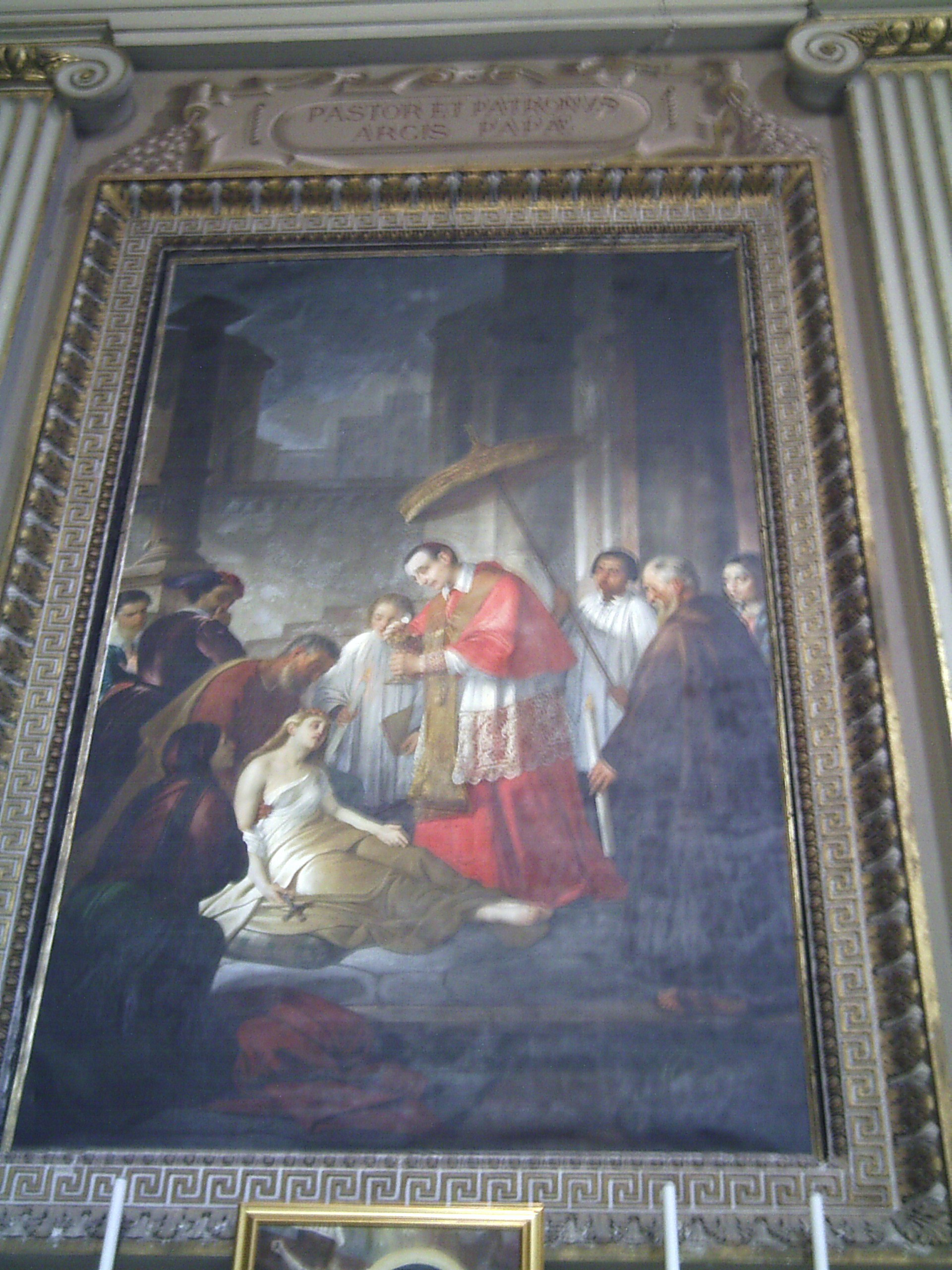
San Carlo Borromeo, Rocca di Papa

Domenico Tojetti, né en 1807 à Rocca di Papa, et mort en 1892 à San Francisco, est un peintre italo-américain.

## Biographie
Né à Rocca di Papa, près de Rome, l'artiste fréquente le cercle romain des Princes de Torlonia, fournissant des fresques dans la salle de bal de la villa Torlonia, sous la direction de son professeur, Francesco Coghetti.
L'artiste a également réalisé des fresques dans les églises de Rome, dont la basilique Saint-Paul-hors-les-Murs et la  basilique Sant'Agnese fuori le Mura. Dans cette période, il se lie d'amitié avec Constantino Brumidi, qui déménage aux États-Unis en 1852, et avec Leonardo Massabò.
En 1867 Tojetti déménage avec sa famille au Guatemala, puis au Mexique, et enfin à San Francisco, en Californie, où il réalise des peintures pour des églises, des édifices publics et privés.
Il meurt à San Francisco en 1892.